# IFK Malmö
Idrottsföreningen Kamraterna (IFK) Malmö eller Malmø-Kammeraterne, med kælenavnet "Kanariefuglerne" eller "Di Gule" på skånsk dialekt, er en af de mest meriterede fodboldklubber i Skåne, stiftet den 23. april 1899, kaldet for "alle Malmøidrætters moder", som introducerede bl.a. håndbold, bandy, ishockey, bowling og landhockey i byen. Mest berømt er man dog indenfor fodbold hvor man er den historiske lokalkonkurrent til Malmö FF.
Intet lokalopgør i Skåne har haft så meget prestige, som opgøret mellem MFF og Malmø-Kammeraterne, hvor Di Blåe (MFF) har været arbejderklassens klub, tæt knyttet til Socialdemokratiet,  og Di Gule (IFK) den borgerlige middelklassens.   Malmø-Kammeraterne, var den første klub i Sverige som fik succes i internationele sammenhæng, og nåede kvartsfinale i mestercupen (i dag Champions League), og spillede en historisk kamp mod Real Madrid foran 60.000 tilskuere.    
Spillerdragten er gule bluser og hvide bukser (med sort krave og manchet). Oprindelig brugte man et klubmærke/banner med den skånske grif fra den danske konge Erik af Pommeren  , men i dag bruger man et blåt klubmærke. 

I fodbold-VM 1958  mod Vesttyskland på Malmø Stadion foran 31.156 tilskuere, havde Argentina ikke medbragt et skiftesæt, så de var nødt til at låne et sæt gule skjorter fra værtsklubben, Malmø-Kammeraterne. Så skånske fodboldfans spøger ofte, at selv om Skåne aldrig deltog i verdensmesterskabet, har Di Gule gjort det.  

## Eksterne links
- IFK Malmö
- Den legendariske kamp i år 1980, hvor Malmø-Kammeraterne foran 20.000 tilskuere var kun sekunder fra Allsvenskan